# Жастилек
Жастиле́к (каз. Жастілек) — село в Бухар-Жырауском районе Карагандинской области Казахстана, входит в состав Петровского сельского округа. 

## География
Населённый пункт расположен на северо-востоке района, на берегу реки Откельсиз, в 32 километрах (по автодороге) к северо-востоку от административного центра сельского округа села Петровка, в 15,2 километрах к северу от районного центра посёлка Ботакара и в 77 километрах к северо-востоку от областного центра города Караганда. Соседние населённые пункты: Жанакала в 7 километрах к северу, Ботакара в 13 километрах к югу. Транспортное сообщение осуществляется автомобильной дорогой областного значения КМ-13 «Ботакара—Акбел—Алгабас км 0-40». Высота центра населённого пункта — 529 метров над уровнем моря.

## Население
| Численность населения | Численность населения | Численность населения | Численность населения |
| 1989                  | 1999                  | 2009                  | 2021                  |
| --------------------- | --------------------- | --------------------- | --------------------- |
| 273                   | ↘206                  | ↘148                  | ↘87                   |